# Вікінги (фільм, 1958)
«Вікінги» (англ. The Vikings) — американський пригодницький епічний фільм-екшн 1958 року, поставлений режисером Річардом Флейшером за романом Едісона Маршалла «Вікінг» (1951).

## Сюжет
Близько 900 року н. е. Англія, що складається з багатьох ворогуючих між собою королівств, понад усе на світі боїться людей з півночі, які здійснюють на її землі часті та криваві набіги. Під час одного з таких набігів король вікінгів Рагнар (Ернест Боргнайн) вбиває короля Нортумбрії Едвіна і гвалтує його дружину королеву Енід. Кузен покійного короля Аелла (Френк Трінг) користується ситуацією щоб захопити трон. Королева Енід вважає за краще приховати існування спадкоємця, оскільки вагітна від Рагнара. Єдиним хранителем її секрету стає панотець Годвін (Александер Нокс). Після пологів він відправляє дитину до Італії.
Двадцять років по тому, бажаючи зміцнити королівство, Аелла готується до шлюбу з донькою короля Галлії Морганою (Джанет Лі). Він звинувачує свого кузена Егберта в таємному союзі з вікінгами та кидає його до в'язниці. Далі Аелла підсилає людину, щоб убити Егберта, але той втікає й піднімається на борт корабля Рагнара. Він малює для вікінгів цінну карту англійських берегів.
Прибувши додому, Рагнар знайомить Егберта зі своїм сином, палким Ейнаром (Кірк Дуглас). Той хоче продемонструвати англійцеві спритність свого сокола, але інший птах, що належить рабові Еріку Тоні Кертіс, накидається на здобич першим. Ерік, узятий в полон в Італії насправді — син Енід і зведений брат Ейнара, але про це нікому не відомо. Лише Егберт бачить амулет, який Ерік носить на шиї, і про щось здогадується. Ейнар хоче заволодіти соколом Еріка, але той спускає на нього птаха, який викльовує Ейнару ліве око. Раба слід було б убити на місці, але Ейнар наказує приготувати йому повільну смерть. Еріка прив'язують до скелі в очікуванні припливу. Ерік і відьма Кітала благають бога Одіна про допомогу, і той насилає північний вітер, який відганяє приплив. Після цього Егберт домагається, щоб Еріка віддали йому. Егберт пропонує Рагнару захопити принцесу Моргану, майбутню дружину Аелли: за неї можна отримати величезний викуп. У відкритому морі люди Ейнара атакують корабель, на якому пливе Моргана, і беруть принцесу в полон. Ейнар, спокушений її красою, хоче залишити принцесу собі. Ненависть робить Моргану ще привабливішою в очах вікінга. Ейнар повертається до батька, і той, відмовившись від викупу, дарує йому Моргану. Але Ерік теж закоханий у принцесу; він допомагає їй втекти на човні, заздалегідь оглушивши Ейнара.
Кораблі Ейнара і Рагнара женуться за човном Еріка і Моргани. Проте збиваються зі шляху в тумані, а Ерік тримається курсу, завдяки подарунку Кітали — рибці з чарівного металу, яка завжди вказує на північ. Корабель Рагнара розбивається на скелях. Ерік рятує Рагнара з хвиль. Незважаючи на кохання до Еріка, Моргана просить його повернути її до двору Аелли, оскільки хоче дотриматись обіцянки, яку дав королеві її батько. Аелла наказує кинути Рагнара до вовчої ями. Рагнар благає Еріка дати йому меч, оскільки без зброї в руці вікінг після смерті не потрапить у Валгаллу. Ерік, не знаючи про те, що Рагнар є його батьком, виконує його прохання, і Рагнар з реготом кидається до ями. У покарання за цей вчинок Аелла хоче вбити Еріка, але Моргана пом'якшує його, пообіцявши стати його дружиною. Аелла задовольняється тим, що відрубує Еріку п'ясть руки. Ерік повертається до Ейнара та розповідає про те, як помер його батько. Незважаючи на всю ненависть до Ейнара, Ерік зголошується провести його до замку Аелли, найнадійнішої фортеці в усій Англії.
Разом зі своїми людьми, які спочатку відмовили йому в допомозі, Ейнар штурмує замок. Ерік скидає Аеллу до вовчої ями, а Ейнар підіймається на вежу і вдирається до каплиці, де сховалася Моргана. «Ви будете моєю королевою», — говорить він. «Я вас не кохаю. Я кохаю Еріка», — відповідає вона. Заразом вона повідомляє Ейнару, що Ерік — його брат, про що вона сама дізналася від панотця Годвіна. Це не заважає героям зійтися у смертельному двобої на вершині вежі. Ейнар розбиває меч супротивника надвоє. Він вагається лише мить, не наважуючись убити суперника, і Ерік встигає встромити в нього обрубок меча. Зійшовши на трон і одружившись з Морганою, Ерік влаштовує братові похорони, гідні вікінга. Його тіло кладуть до човна і випускають у відкрите море. Вікінги стріляють у вітрило палаючими стрілами, і язики полум'я поглинають човен.

## У ролях
| • Кірк Дуглас     | … | Ейнар           |
| • Тоні Кертіс     | … | Ерік            |
| • Ернест Боргнайн | … | Рагнар          |
| • Джанет Лі       | … | Моргана         |
| • Джеймс Дональд  | … | Еґберт          |
| • Александер Нокс | … | панотець Годвін |
| • Френк Трінг     | … | Аелла           |
| • Максін Одлі     | … | Енід            |
| • Ейлін Вей       | … | Кітала          |

## Виробництво

### Знімальна група

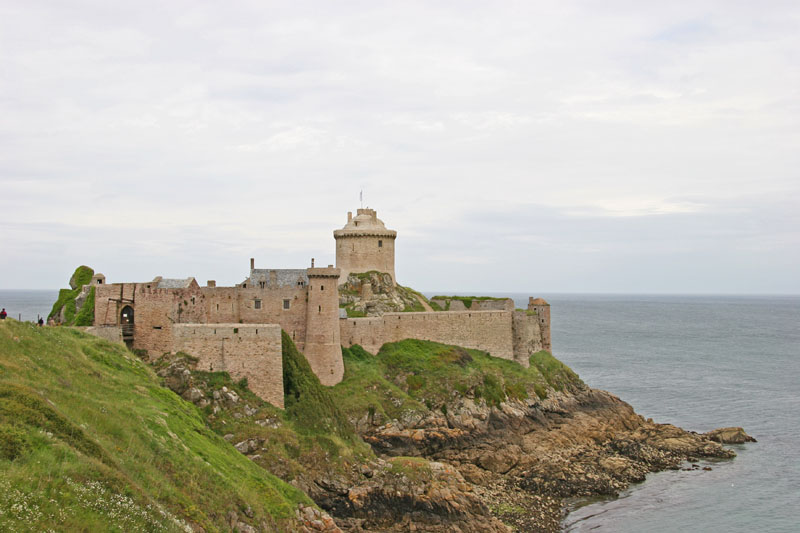
Замок Форт-Ла-Латт (Франція), де проходили зйомки

- Автори сценарію — Колдер Віллінгем, Дейл Вассерман за романом Едісона Маршалла «Вікінг» (англ. The Viking, 1951)
- Режисер-постановник — Річард Флейшер
- Продюсер — Джеррі Бреслер
- Виконавчі продюсери — Кірк Дуглас, Лі Кац
- Оператор — Джек Кардіфф
- Композитор — Маріо Нашимбене
- Художник-постановник — Гарпер Гофф

• Натурні зйомки проводилися в реальних місцях дії фільму (Норвегія, англійське узбережжя), лише епізод з фортецею знімався у Франції — в замку Фор-де-ла-Латт неподалік від Динара. Інтер'єри знімалися в Мюнхені.
• Човни, використані у фільмі, були побудовані за зразком тих, що зберігаються в музеї вікінгів у Осло.
• Анімаційний епізод, що відкриває й закриває фільм (зроблений на студії «UPA»), заснований на мотивах килима з Байє. Закадровий коментар, що його супроводжує в оригінальній версії фільму, начитаний Орсоном Уеллсом.

## Нагороди та номінації
| Список нагород та номінацій                | Список нагород та номінацій | Список нагород та номінацій                | Список нагород та номінацій | Список нагород та номінацій | Список нагород та номінацій |
| Кінофестиваль/Кінопремія                   | Рік                         | Категорія                                  | Номінант(и)                 | Результат                   | Дж                          |
| ------------------------------------------ | --------------------------- | ------------------------------------------ | --------------------------- | --------------------------- | --------------------------- |
| Міжнародний кінофестиваль у Сан-Себастьяні | 1958                        | Приз за найкращу чоловічу роль             | Кірк Дуглас                 | Перемога                    |                             |
| Премія «Лавр»                              | 1959                        | Золотий Лавр — ТОП бойовик-драма           | Вікінги                     | Перемога                    |                             |
| Премія Гільдії режисерів Америки           | 1959                        | Видатний режисерський внесок в ігрове кіно | Річард Флейшер              | Перемога                    |                             |